# Альштедт, Нина
Нина Альштедт (швед. Nina Ahlstedt, в девичестве Лингелл швед. Lingell; 11 июля 1853, Або — 2 сентября 1907, Гельсингфорс, Великое княжество Финляндское) — шведскоязычная финская художница.

## Биография
Родилась 11 июля 1853 года в городе Або (Турку), в Великом княжестве Финляндском.
С 1871 по 1876 год училась в школе искусств в Турку (1871—1876), потом получала художественное образование в Академии Коларосси в Париже (1880—1881 и 1897 год). C 1878 года она работала преподавателем в школе живописи в Турку.
После дебюта в 1878 году, она выставляла свои работы на национальных выставках в Финляндии в 1892, 1894—1899, 1902 и 1904 годах. Альштедт была одной из первых финских художниц, вошедших в 1886 году в круг художников Виктора Вестерхольма из колонии художников Önningeby на Аландских островах. Она и её муж Фредрик Альштедт, также художник, ездили на острова и в последующие годы.
К работам художницы относится и роспись алтаря городской церкви в финском городе Йювяскюля.
Скончалась 2 сентября 1907 года в Гельсингфорсе (Хельсинки).

## Галерея

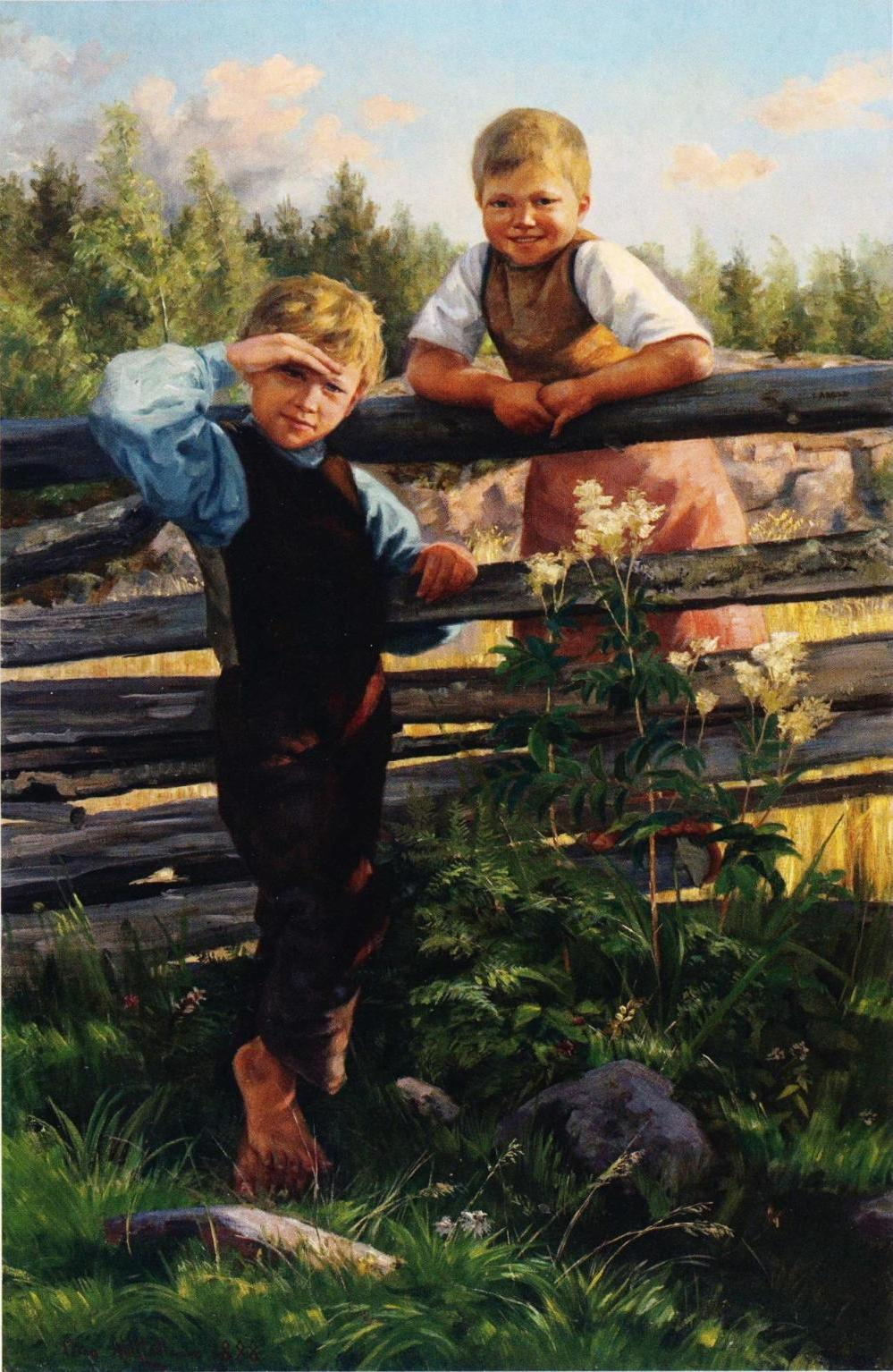
У дороги, 1888
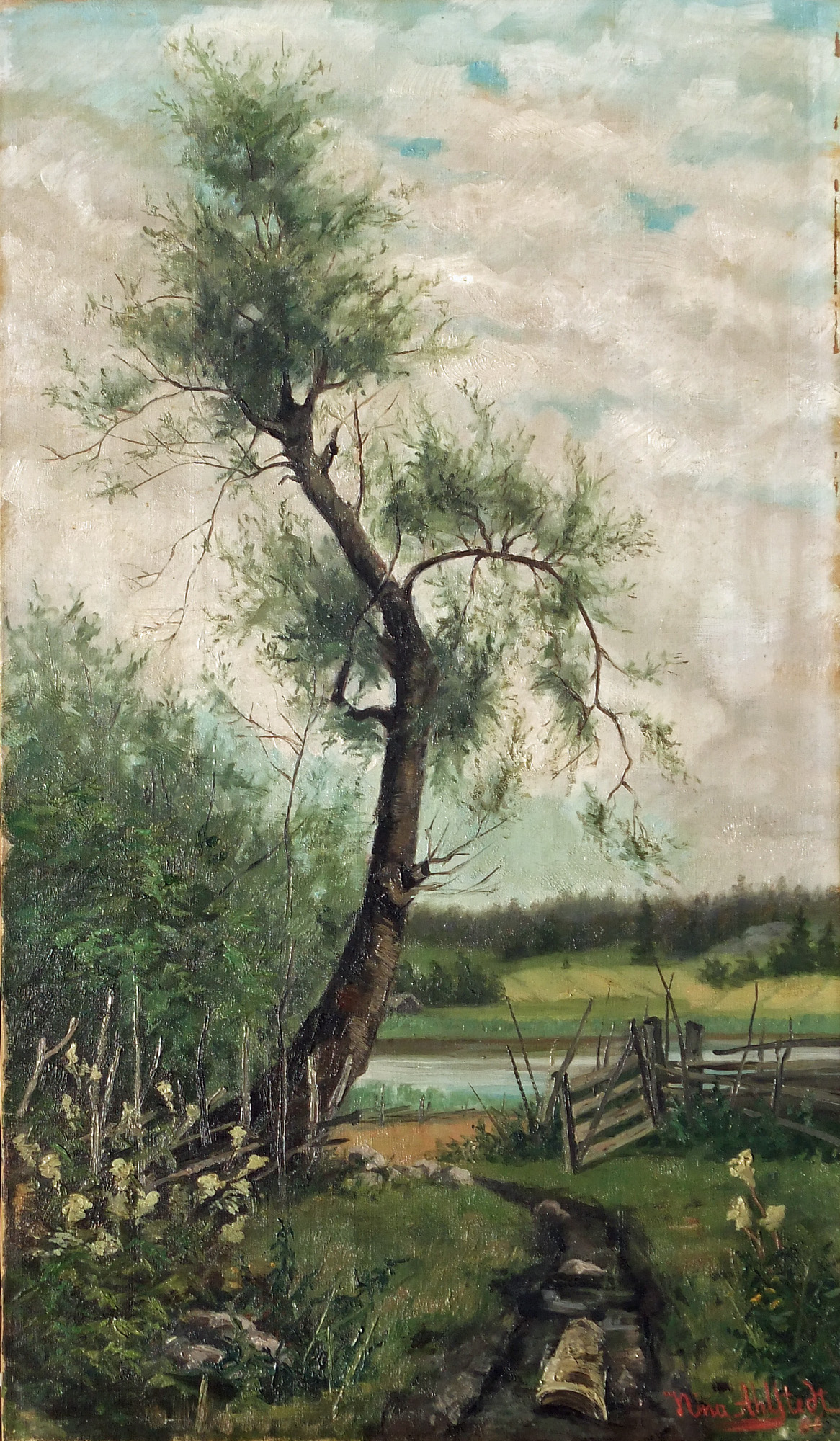
Ворота, 1886
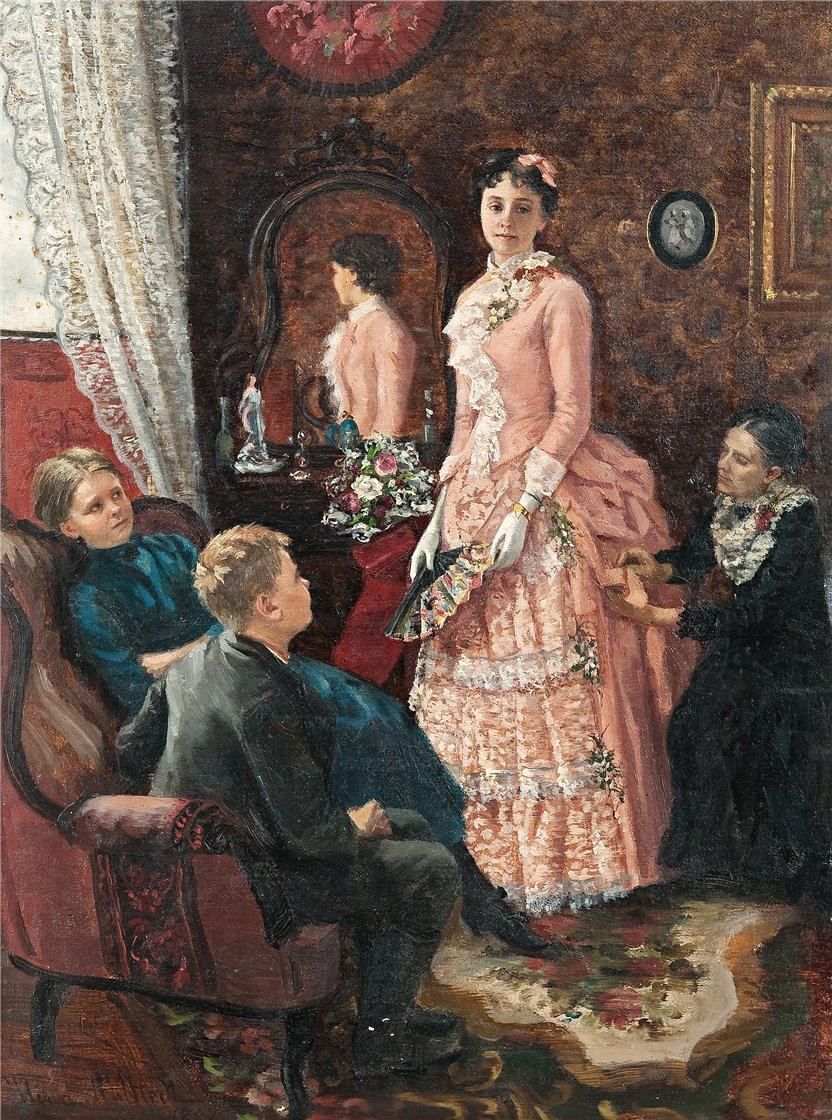
Леди в розовом платье
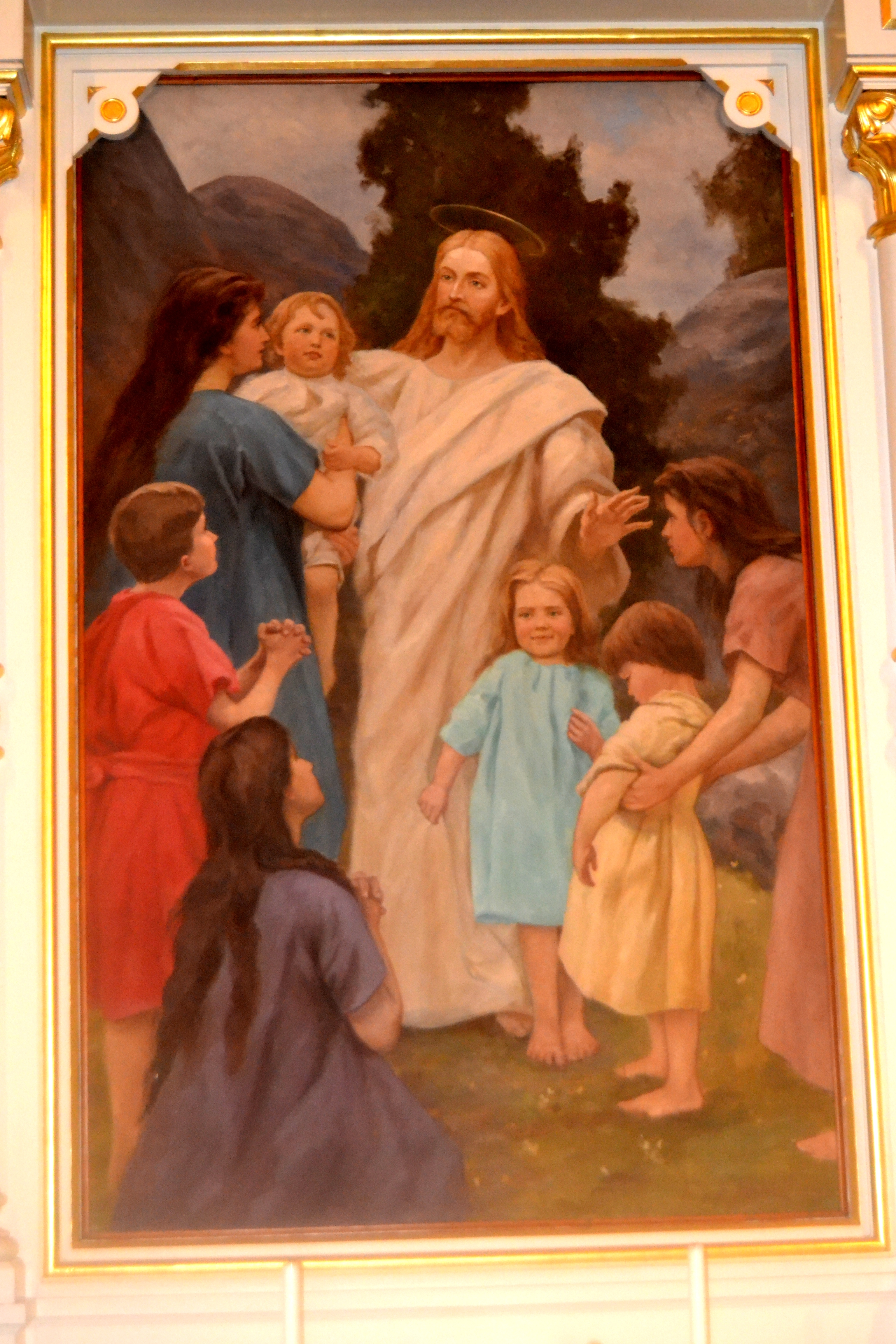
Иисус благословляет детей, 1901